# Большеногий земляной топаколо
Большеногий земляной топаколо (лат. Scytalopus macropus) — вид воробьиных птиц из семейства топаколовых (Rhinocryptidae). Подвидов не выделяют. Эндемик Перу.

## Описание
Большеногий земляной топаколо достигает длины 14 см и является самым крупным представителем рода Scytalopus. Самцы весят от 36 до 43 г, а две самки весили 32 и 32,5 г. Характеризуется относительно коротким хвостом, который обычно немного приподнят; и непропорционально большими лапами. Взрослые особи равномерного тёмно-серого цвета. Радужная оболочка и ноги тёмно-коричневые, клюв чёрный. Молодь также тёмно-серая, но более бледная; кончики перьев верхней части окрашены в тёмно-коричневый цвет, а кончики перьев нижней части — в охристый или грязновато-белый.
Пение монотонное, продолжается более минуты, представляет собой несколько одинаковых звуков с интервалом 0,3 секунды, обычно заканчивается более высоким звуком. Поют весь день.

## Распространение и места обитания
Эндемик Перу. Встречается только в центральных Андах, от региона Амазонас до региона Хунин. Обитает в мшистом подлеске горных лесов вдоль ручьев на высоте от 2400 до 3500 м над уровнем моря.
Добывает пищу в густой листве на земле.